# Landgrabental
Koordinaten: 53° 44′ 7″ N, 13° 31′ 12″ O
Das Landschaftsschutzgebiet Landgrabental liegt im Landkreis Vorpommern-Greifswald in Mecklenburg-Vorpommern.
Das 4.051 ha große Gebiet unter der Kenn-Nummer L 90, das mit Verordnung vom 22. Oktober 1993 ausgewiesen wurde, erstreckt sich nördlich der Stadt Friedland. Am nordwestlichen Rand des Gebietes verläuft die B 199, am östlichen Rand die Landesstraße L 31 und westlich die A 20. Durch das Gebiet hindurch verläuft die B 197.